# Kanton L'Isle-Jourdain (Vienne)
Kanton L'Isle-Jourdain (fr. Canton de L'Isle-Jourdain) je francouzský kanton v departementu Vienne v regionu Poitou-Charentes. Skládá se z 10 obcí.

## Obce kantonu
- Adriers
- Asnières-sur-Blour
- L'Isle-Jourdain
- Luchapt
- Millac
- Moussac
- Mouterre-sur-Blourde
- Nérignac
- Queaux
- Le Vigeant